# Языково (Измалковский район)
Языково — деревня в Измалковском районе Липецкой области. Входит в состав Лебяженского сельсовета.

## География
Деревня находится на правом берегу реки Семенек, на расстоянии 15 км к северу от села Измалково, административного центра района.

### Часовой пояс
Посёлок Языково, как и вся Липецкая область, находится в часовой зоне МСК (московское время). Смещение применяемого времени относительно UTC составляет +3:00.

## Население
| 2010 |
| ---- |
| 9    |